# Karawasi
El karawasi es un tipo de instrumento musical de la familia de los idiófonos, emparentado con la maraca que consiste en semillas contenidas dentro de una cesta.
Al agitarse la cesta las semillas en su interior producen un sizear característico, que se utiliza para marcar ritmos. El karawasi es utilizado por las tribus indígenas de Surinam, en especial por los pueblos costeros Kali`na.